# Hele Verden ler
Hele Verden ler (russisk: Весёлые ребята, da.: ~ Glade gutter) er en sovjetisk musicalfilm fra 1934 produceret af Mosfilm og instrueret af Grigorij Aleksandrov. Filmens hovedrolle spilles af Aleksandrovs hustru, sangerinden Ljubov Orlova, der ved sin medvirken i filmen fik sit store gennembrud som den første filmstjerne i Sovjetunionen.
Filmens manuskript er skrevet af Aleksandrov, Vladimir Mass og Nikolaj Erdman. Filmen indeholder adskillige sange, som hurtigt blev klassikere i hele Sovjetunionen. Den mest berømte sang - "Kak mnogo devusjek khorosjikh" (Så mange søde piger) - fik international berømmelse i en coverversion "Serdtse" (Hjerte) af Pjotr Lesjtjenko. Musikken var komponeret af Isaak Dunajevskij og teksterne skrevet af den sovjetiske digter Vasilij Lebedev-Kumach.
Såvel Orlova som den mandlige hovedrolleindehaver, jazzsangeren og komikeren Leonid Utjosov fik stjernestatus efter deres medvirken i filmen.
Filmen havde dansk biografpremiere den 26. december 1935 i Rialto, og fik repremiere den 8. oktober 1977 i Kino Kosmos.

## Handling
Jelena (Marija Strelkova), en velhavende sangerinde, der er uden en tone i livet, forveksler hyrden Kostja Potekhin (Leonid Utjosov) for en berømt Paraguayiansk dirigent for symfoniorkestret Costa Fraschini og inviterer ham til at en formen fest i hendes hus. Han spiller på sin panfløjte, hvilket som tiltrækker en flok dyr fra hans kolkhoz til spisebordene. Jelenas stuepige Anjuta (Ljubov Orlova) falder for Kostja. Men Kostja er tiltrukket af Jelena, og da hun afviser ham efter opdagelsen af hans rigtige identitet, bliver han meget ked af det. Han tager til byen for at forsøge sig som professionel musiker og kommer ud for mange komiske situationer. Til sidst slutter han sig til et jazzband bestående af unge "glade gutter". Kostja bliver leder af bandet, og det viser sig at være noget af en udfordring – ikke kun skal han styre det kreative arbejde og optrædener, men han skal også kontrollere sine hurtige bandkammerater, hvis hede diskussioner nogle gange udarter sig til slagsmål, hvilket resulterer i, at bandet bliver sat på gaden af deres udlejer. En regnfuld aften møder Kostja og hans bandkammerater ved et uheld Anjuta på vej til en koncertsal og tager hende med. Hun bliver afsløret som en fremragende sangerinde, så hun slutter sig til bandet, og de begynder at optræde sammen med succes ...

## Samtidskritik i vesten
Graham Greene anmeldte i september 1935 filmen i The Spectator og skrev, at den "er det bedste, der er sket for lærredet, siden René Clair lavede Den italienske stråhat. Aleksandrov, som er blevet tildelt en sovjetisk orden for sin instruktion, har produceret, ligesom Clair gjorde dengang, ud af de mindste ressourcer og tilsyneladende med film af dårlig kvalitet, et billede af næsten ekstatisk lykke ... Jeg har ikke lyst til at kritisere denne film, men blot at glæde mig over dens vildskab, dens groteskhed, dens lys, at tage melodier, en følelse af et godt liv, der intet skylder champagne eller dametøj."
Filmkritiker Jean Ross under pseudonymet Peter Porcupine roste i hendes anmeldelse den 1. oktober 1935 i det britiske avis The Daily Worker overstrømmende filmen: "Arbejderne i Sovjetunionen har introduceret en helt ny slags humor til verden ... bag komedien Jazz Comedy er ingen dyster skygge af tragedie, men den elektrificerende styrke og vitalitet og frihed for en sejrrig arbejderklasse."
Filmen blev vist på Filmfestivalen i Venedig, hvor den blev medtaget på listen over verdens seks bedste film.

## Medvirkende
- Leonid Utjosov som Kostja
- Ljubov Orlova som Anjuta
- Marija Strelkova som Jelena
- Jelena Tjapkina
- Fjodor Kurikhin